# Zlovědice

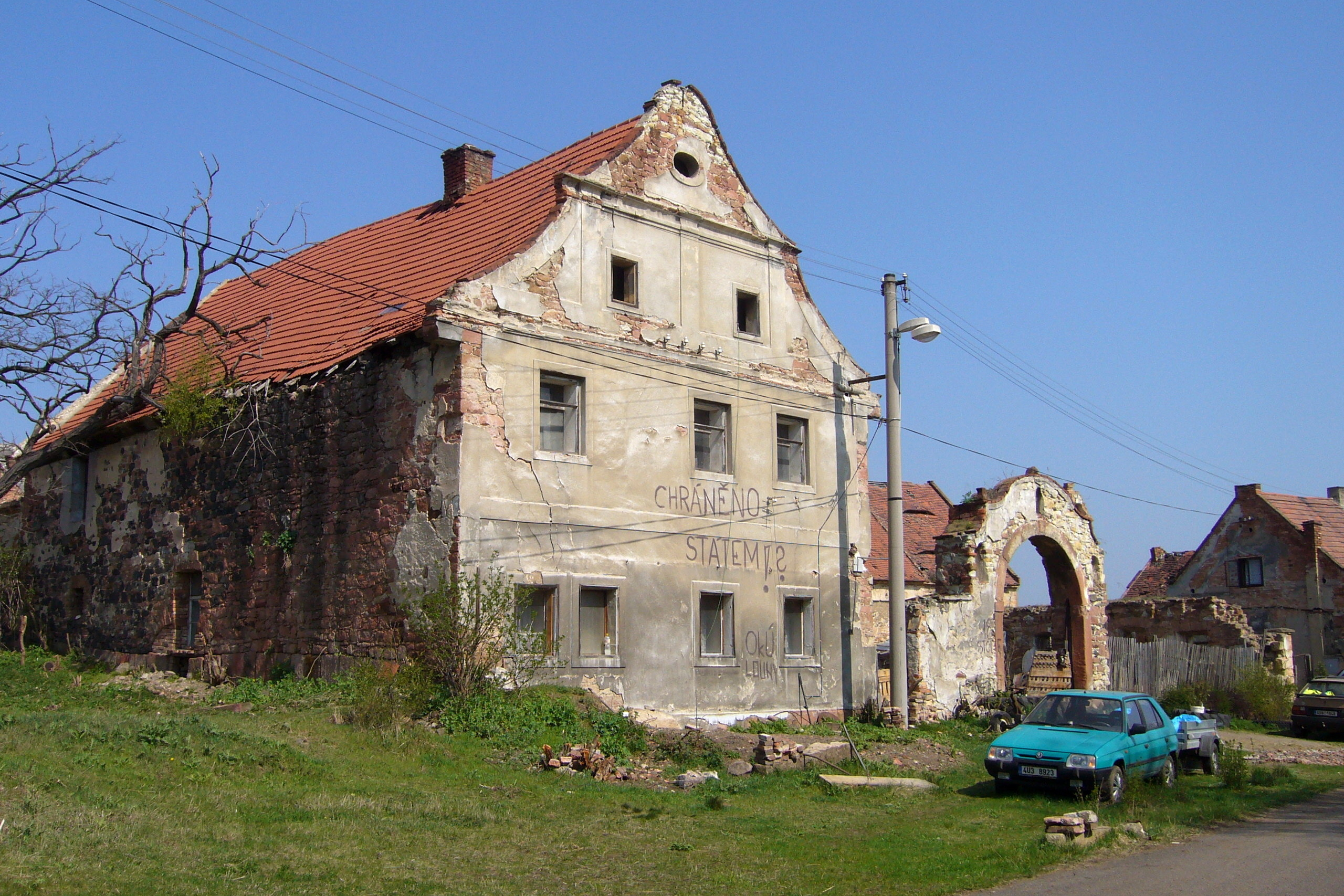
Gehöft Nr. 12

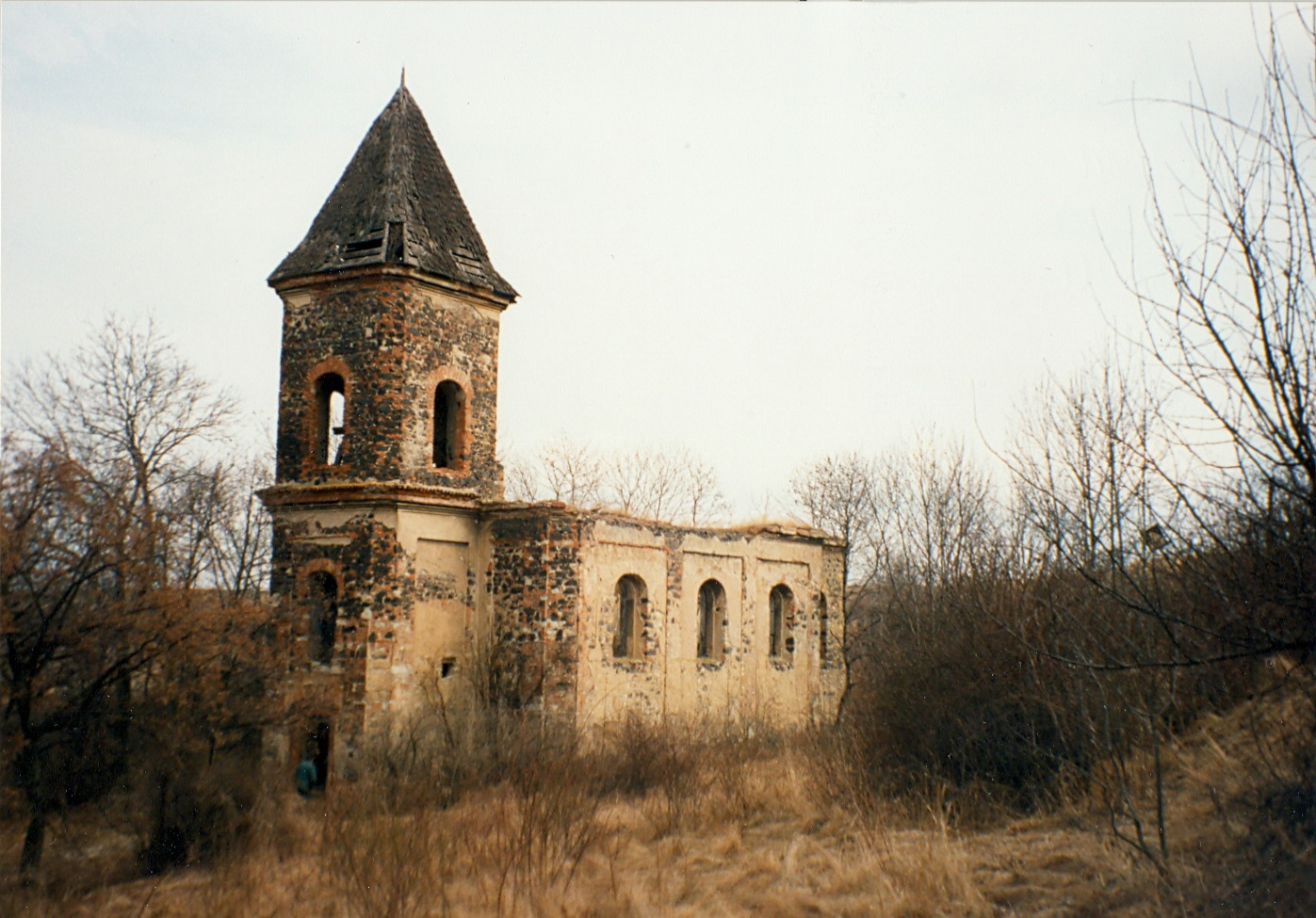
Kirchenruine

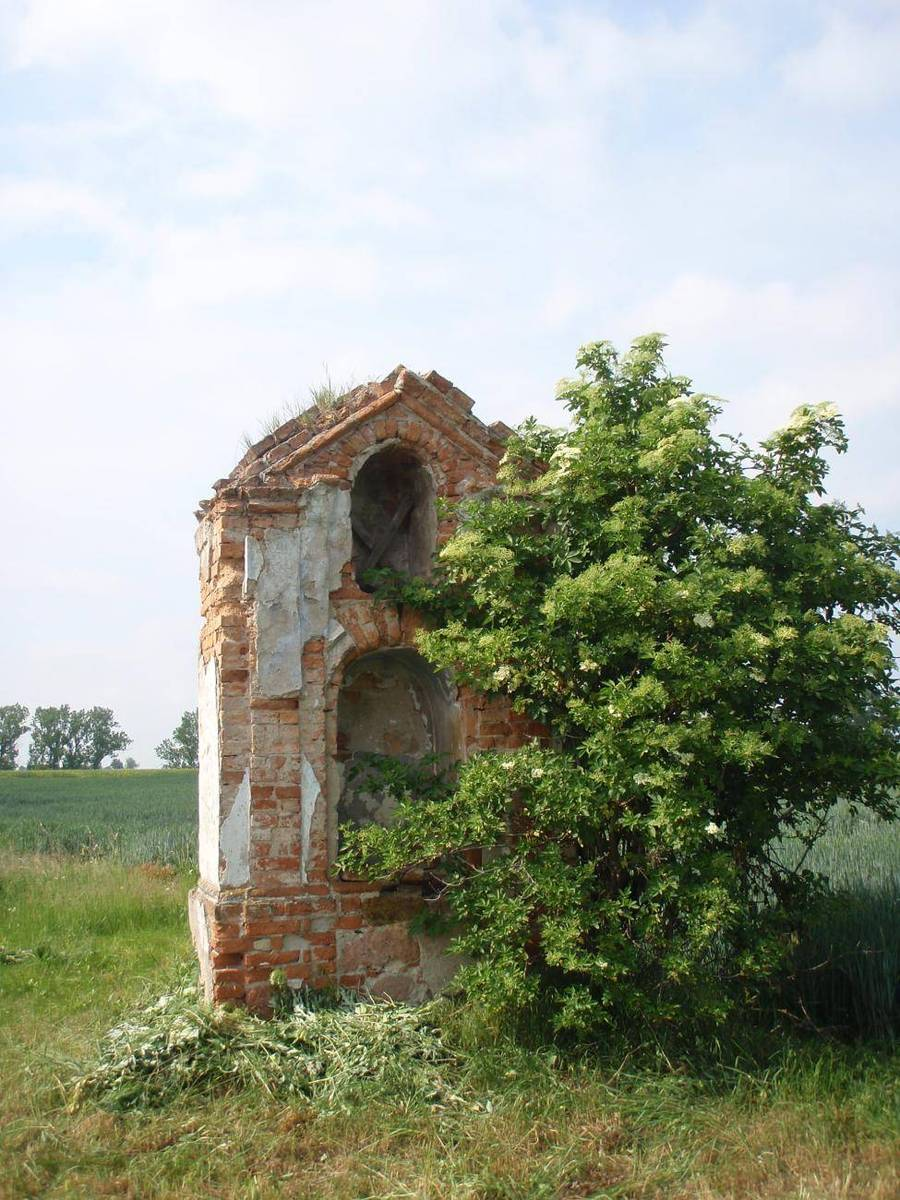
Nischenkapelle, vor der Instandsetzung

Zlovědice (deutsch Lobeditz) ist ein Ortsteil der Gemeinde Krásný Dvůr (Schönhof) in Tschechien. Das Dorf liegt drei Kilometer nordwestlich von Podbořany (Podersam) und gehört zum Okres Louny.

## Geographie
Der Rundling Zlovědice befindet sich oberhalb der Einmündung der Dubá II (Dubabach) an der Leska (Leskabach bzw. Schönhofer Bach) am Rande des Saazer Beckens. Das Dorf und der sich südlich anschließende Hof liegen links des Baches; die Kleinseite mit der Kirche, dem Friedhof und zwei Häusern rechtsseitig. Westlich des Dorfes verläuft die Staatsstraße II/224 zwischen Podbořany und Kadaň (Kaaden), von der Zlovědice über eine Stichstraße erreichbar ist. Im Osten und Süden führt die Bahnstrecke Kaštice–Kadaň-Prunéřov an Zlovědice vorbei. Südöstlich erheben sich der Rubín (Rubin; 352 m n.m.), der Homole (Hummelberg; 354 m n.m.) und der Žebrácký vrch (327 m n.m.).
Nachbarorte sind Mory (Mohr), Oploty (Oblat) und Neprobylice (Neprowitz) im Nordosten, Kaštice (Kaschitz) und Dolánky (Dolanka) im Osten, Rumplák (Rumpelmühle) und Letov (Letau) im Südosten, Vysoké Třebušice (Hohen Trebetitsch) und Buškovice (Puschwitz) im Süden, Krásný Dvůr und Chrašťany (Groschau) im Südwesten, Chotěbudice (Kettowitz) und Veliká Ves (Michelsdorf) im Westen sowie Nové Třebčice (Deutsch Trebetitsch) und Široké Třebčice (Weiten-Trebetitsch) im Nordwesten.

## Geschichte
Die erste urkundliche Erwähnung von Zlowiedicz erfolgte 1369, als der Besitzer des Gutes, Bušek von Zlowiedicz, einen Pfarrer einsetzte. Ein Jahr später hatte Habart von Žirotín das Kirchpatronat inne, wahrscheinlich gehörte ihm auch das Gut zumindest anteilig. 1387 übten Petr von Buškovice und Johanka, die Witwe des Jan Kladiva von Chrašťany, gemeinschaftlich das Kirchpatronat in Zlobiedicz aus. 1395 und 1396 setzte Johankas Sohn Vaniš von Chrašťany zusammen mit den Vladiken von Buškovice und Brusy neue Pfarrer in Zlowidicz ein. Nachfolgender Besitzer des Gutes Zlowiedicz war ab 1414 Zikmund von Hlubany. Im Jahre 1467 wurde das Dorf als Zlovědice und 30 Jahre später als Zlowětice bezeichnet. Nach dem Tode des Georg Henninger von Eberg (Jiří Henigar z Eberka) fiel das Gut als erledigtes Lehn an die Böhmische Krone heim. König Ladislaus Jagiello belehnte 1499 den Hofmarschall Václav Čéč von Nemičeves und Ruprecht von Haugwitz anteilig mit dem nur aus der Feste, dem Hof und dem Dorf Zlowětice sowie einem Bauernhof in Neprobylic bestehenden Gut. Nachfolgende weitere Teilungen bewirkten, dass das Dorf mit der Feste zwischen etlichen weltlichen Besitzern und der Kirche aufgeteilt war. Zu Beginn des 16. Jahrhunderts erwarben die Vladiken Zábruský von Všechlap die Feste Lowotitz. Slavibor Zábruský verkaufte sie im Juni 1546 zusammen mit dem Meierhof und dem Patronatsrecht an Niklas Globner von Globen, der kurz zuvor bereits den Haugwitzschen Anteil erworben hatte und beide Teile wieder zu einem Gut Zlowiediczy vereinigte. Sigismund Globner von Globen verkaufte das Dorf Loboticze bzw. Lobiedicz 1564 für 1500 Schock Groschen an Georg Vitzthum von Vitzthum. Nachfolgender Besitzer des Gutes Lobiedicz war ab 1590 Wolf Bernhard Vitzthum von Egerberg. Im Jahre 1604 veräußerte Balthasar Vitzthum von Egerberg das Gut Loboticze zusammen mit Vysoké Třebušice an den Besitzer der Herrschaft Nepomyšl, Heinrich Stampach von Stampach. Nach der Schlacht am Weißen Berg wurden 1622 die Christoph Adam von Stampach gehörigen Güter Nepomyšl, Zlovědice und Holetice konfisziert und im Jahr darauf an Hermann von Questenberg verkauft. In dem Questenbergschen Kauf wurde die Feste letztmals erwähnt, vermutlich erlosch sie im Dreißigjährigen Krieg. Nach Sedláček soll es sich um eine Wasserfeste gehandelt haben, die beim Meierhof stand und deren Graben aus der Leska gespeist wurde. Nach dem Dreißigjährigen Krieg wurde die Gegend deutschsprachig. Nach Questenbergs Tod fiel die Herrschaft Pomeisl 1651 seiner Witwe zu. In der berní rula von 1654 wurde das Dorf als Lobetice bezeichnet. 1661 erbte Questenbergs Tochter die Herrschaft; sie überschrieb sie 1686 testamentarisch ihrem Ehemann Gundacker von Dietrichstein. Dieser bildete 1689 aus seinen umfangreichen Besitzungen den großen Familienfideikommiss des Hauses Dietrichstein, den er im Jahr darauf der 1690 der jüngeren „Nikolsburger Linie“ vererbte. Die Kirche des Erzengel Michael wurde 1750 als Filialkirche der Pfarrei Pomeisl neu errichtet. 1787 bestand Lobotitz bzw. Lobetitz aus 22 Häusern. Die Seelsorge und Matrikenführung wurde 1787 an den Weitentrebetitscher Schlosskaplan übergeben. Per Hofdekret vom 13. Juni 1789 wurde dem Bistum Leitmeritz die Zuordnung von Lobeditz und Hohen Trebetitsch zur Pfarrei Michelsdorf empfohlen. Die Umpfarrung erfolgte bereits am 6. Juli desselben Jahres, wenig später wurde der Lokalist von Weitentrebetitsch mit der Wahrnehmung der Seelsorge in Lobeditz und Hohen Trebetitsch beauftragt. Nach dem Tode von Johann Karl von Dietrichstein-Proskau-Leslie erbte 1808 dessen ältester Sohn Franz Joseph von Dietrichstein-Proskau-Leslie den Fideikommiss. Weil das Klassenzimmer im alten Schulhäusel neben der Kirche kaum Platz für 30 Schüler bot und die Lehrerwohnung unzumutbar war, ließ die Herrschaft Pomeisl 1824 ein neues Schulhaus errichten.
Im Jahre 1846 bestand das im Saazer Kreis gelegene Dorf Lobetitz, auch Lobotitz bzw. Lobeditz genannt, aus 23 Häusern mit 125 Einwohnern. Im Ort gab es eine Filialkirche des hl. Erzengels Michael, eine Schule, einen herrschaftlichen Meierhof und ein Wirtshaus. Lobetitz lag im Bereich des Michelsdorfer Braunkohlenlagers, in den Fluren südwestlich des Dorfes wurde ein Braunkohlenbergwerk betrieben. Pfarrort war Michelsdorf. Bis zur Mitte des 19. Jahrhunderts blieb Lobetitz der Fideikommissherrschaft Pomeisl untertänig.
Nach der Aufhebung der Patrimonialherrschaften bildete Lobotiz/Zlovětice/Zlovědice ab 1850 eine Gemeinde im Gerichtsbezirk Podersam. 1854 wurden Lobotitz, Lobeditz und Zlovětice alternativ als Gemeindenamen verwendet. Auf Erlass des Bischofs Hille wurden Lobeditz und Hohen Trebetitsch 1857 wieder der Pfarrei Pomeisl zugewiesen. Da Joseph Franz von Dietrichstein-Proskau-Leslie keine männlichen Erben hatte, erfolgte per Familienvertrag die Teilung des großen Fideikommisses zwischen seinen Töchtern. Die böhmischen Güter Budin, Libochowitz und Pomeisl fielen 1858 Therese von Dietrichstein zu, die 1849 Friedrich von Herberstein und Proskau geheiratet hatte. Der Braunkohlenabbau erfolgte nun in drei Gruben; die Zechen „Hugo“ und „Leopoldine“ wurden von Hugo Karl Eduard Fürst und Altgraf zu Salm-Reifferscheidt-Raitz betrieben, die Zeche „Michael“ von der Gemeinde Lobeditz. 1868 wurde die Gemeinde Lobeditz dem Bezirk Podersam zugeordnet. 1869 bestand das Dorf aus 27 Häusern und hatte 306 Einwohner. In Folge der Errichtung der Zuckerfabrik Hohen Trebetitsch stieg 1874 die Anzahl der Schüler auf über 100 an, so dass Halbtagsunterricht abgehalten werden musste. Die Gemeinde erwarb für 9000 Kronen das ehemalige Gasthaus (Nr. 11) als künftiges Schulgebäude und ließ für 10.000 Kronen ein Stockwerk aufsetzen. Im September 1877 wurde darin der Unterricht aufgenommen. Die 1881 fertiggestellte Lokalbahn Kaschitz–Schönhof verlief südlich des Dorfes, bei der Zuckerfabrik Hohen Trebetitsch und den Braunkohlengruben wurde der Haltepunkt Hohen Trebetitsch angelegt. Nach einem 1892 zwischen dem Pfarrern von Pomeisl und Michelsdorf geschlossenen Vergleich übernahm der Michelsdorfer Pfarrer wieder sämtliche kirchliche Aufgaben in Lobeditz und Hohen Trebetitsch, wofür er vom Pomeisler Pfarrer nunmehr vergütet wurde.
Im Jahre 1900 hatte Lobeditz 217 Einwohner, 1910 waren es 195. Außer dem Dorf und der Kleinseite gehörten zu Lobeditz noch drei Einschichten: eine Ziegelei, zwei Häuser der Lokalbahn Kaschitz-Radonitz und das Haus des Bergwerksbesitzers Leopold Stamm. Im Ort gab es eine zweiklassige Volksschule. Die Braunkohlengruben waren außer Betrieb. Durch einheimische Stifter waren in dem Dorf sechs Heiligenstatuen aufgestellt. Der Josef von Herberstein gehörige Meierhof nahm 53 % der Gemeindefläche ein und war an die Firma Hielle & Dittrich verpachtet. Nach dem Ersten Weltkrieg zerfiel der Vielvölkerstaat Österreich-Ungarn, das Dorf wurde 1918 Teil der neu gebildeten Tschechoslowakischen Republik. Beim Zensus von 1921 lebten in den 33 Häusern des Dorfes 169 Personen, davon 151 Deutsche und 18 Tschechen. Haupterwerbsquellen waren der Ackerbau, insbesondere von Gerste und Zuckerrüben, sowie der Obstbau und die Viehzucht. Der tschechische Ortsname wurde 1924 von Zlovětice in Zlovědice abgeändert. 1930 lebten in den 37 Häusern von Lobeditz 153 Personen, davon 114 Deutsche und 38 Tschechen. Nach dem Münchner Abkommen wurde Lobeditz im Oktober 1938 dem Deutschen Reich zugeschlagen und gehörte bis 1945 zum Landkreis Podersam. 1939 hatte die Gemeinde 143 Einwohner. Nach dem Ende des Zweiten Weltkrieges kam Zlovědice zur wiedererrichteten Tschechoslowakei zurück. Nach der Aussiedlung der meisten deutschen Bewohner wurde das Dorf mit Tschechen wiederbesiedelt. 1948 erfolgte die Eingemeindung nach Vysoké Třebušice. 1950 lebten in den 28 Häusern von Zlovědice 97 Personen. In den 1950er Jahren setzte ein drastischer Bevölkerungsrückgang ein; 1961 hatte das Dorf nur noch 27 Einwohner. Bei der Gebietsreform von 1960 erfolgte die Aufhebung des Okres Podbořany; Zlovědice wurde nach Krásný Dvůr eingemeindet und dem Okres Louny zugeordnet. 1991 bestand Zlovědice aus 10 Häusern und hatte 31 Einwohner. Beim Zensus von 2011 lebten in den 12 Häusern des Dorfes 26 Personen.

## Ortsgliederung
Zlovědice ist Teil des Katastralbezirkes Krásný Dvůr.

## Sehenswürdigkeiten
- Barocke Kirche des Erzengels Michael, errichtet 1750 auf einem erhöhten Platz gegenüber dem Dorf. Das seit dem Ende des Zweiten Weltkrieges ungenutzte einschiffige Bauwerk ist heute eine Ruine. Das Dach und das Kreuzgewölbe des Schiffes sind eingestürzt, die aus der zweiten Hälfte des 18. Jahrhunderts stammende Rokokoausstattung ist vernichtet. Auf dem Turm waren bis ins 21. Jahrhundert noch Reste der Schindelbedeckung vorhanden.[7][8] In den 2000er Jahren erfolgten Sicherungsarbeiten an der Ruine und die Neueindeckung des Kirchturmes. Die Ruine ist als Kulturdenkmal geschützt.[9]
- Friedhof, westlich der Kirchenruine. Er ist stark verwahrlost, erhalten sind einige prächtige Grabsteine.
- Gehöft Nr. 12, der am Dorfplatz giebelständige Bauernhof mit Hofportal befand sich in einem Zustand fortgeschrittenen Verfalls. Das Stallgebäude und die Scheune sind dachlose Ruinen, vom rechtsseitig des Portals gestandenen Ausgedingehaus ist nur noch eine Außenmauer erhalten, der als Kulturdenkmal geschützte Bauernhof befindet sich in einem Zustand fortgeschrittenen Verfalls.[10]
- Ruine der Nischenkapelle in einer Hofmauer am Dorfplatz, die darin gestandene Heiligenfigur ist verschwunden.[11]
- Nischenkapelle am nördlichen Ortsrand[12], das zur Ruine verfallene Bauwerk wurde in den 2010er Jahren ohne Ausschmückung instand gesetzt.
- Gusseisernes Kreuz auf einer Wiese beim Friedhof[13]
- Sockel einer Statue auf dem Dorfplatz, die darauf gestandene Heiligenfigur ist verschwunden.[14]

## Trivia
Der Legende nach soll Zlovědice einst ein großer Marktflecken gewesen sein, der in seiner Ausdehnung bis an das später gegründete Vysoké Třebušice gereicht haben soll.

## Söhne und Töchter des Ortes
- Joseph Meder (1857–1934), Kunsthistoriker